# حلزون‌های خاردار
حلزون‌های خاردار (Muricidae) خانواده‌ای بزرگ از حلزون‌های طعمه‌خوار دریایی هستند. ویژگی آن‌ها داشتن خارهای زیبا روی پوسته است.
دست کم هزار گونه از حلزون‌های خاردار تاکنون شناخته شده‌است.
این حلزون‌ها تقریبا در همه جهان پراکنده‌اند و بیشتر در دریاهای گرم و کم عمق و اقیانوس آرام در منطقه آمریکای مرکزی زندگی می‌کنند. حلزون‌های خاردار از صدف‌ها تغذیه می‌کنند. این حلزون‌ها با ترشح مادهٔ زردرنگی باعث تغییر رنگ بنفش می‌شوند که در قدیم از آن برای رنگ‌آمیزی استفاده می‌شد.
از گونه‌های آن می‌توان به مورکس اریتروس توموس، مورکس راموزوز،، مورکس پکتن، مورکس رادیکس، و مورکس ماگلیورائی اشاره کرد.